# Konstantinos Tsatsos
Konstantinos Tsatsos, řecky Κωνσταντίνος Τσάτσος (13. července 1899 Athény – 8. října 1987 Athény) byl řecký diplomat, právník a politik. V letech 1975–1980 byl prezidentem Řecka, druhým prezidentem tzv. třetí helénské republiky, která vznikla po pádu vojenské junty. Předtím, v letech 1974–1975, zastával funkci ministra kultury. Byl představitelem pravicové strany Nová demokracie. Napsal řadu významných knih o právní teorii, ale vyšly i jeho práce filozofické či vyloženě literární.